# Almantas Leika

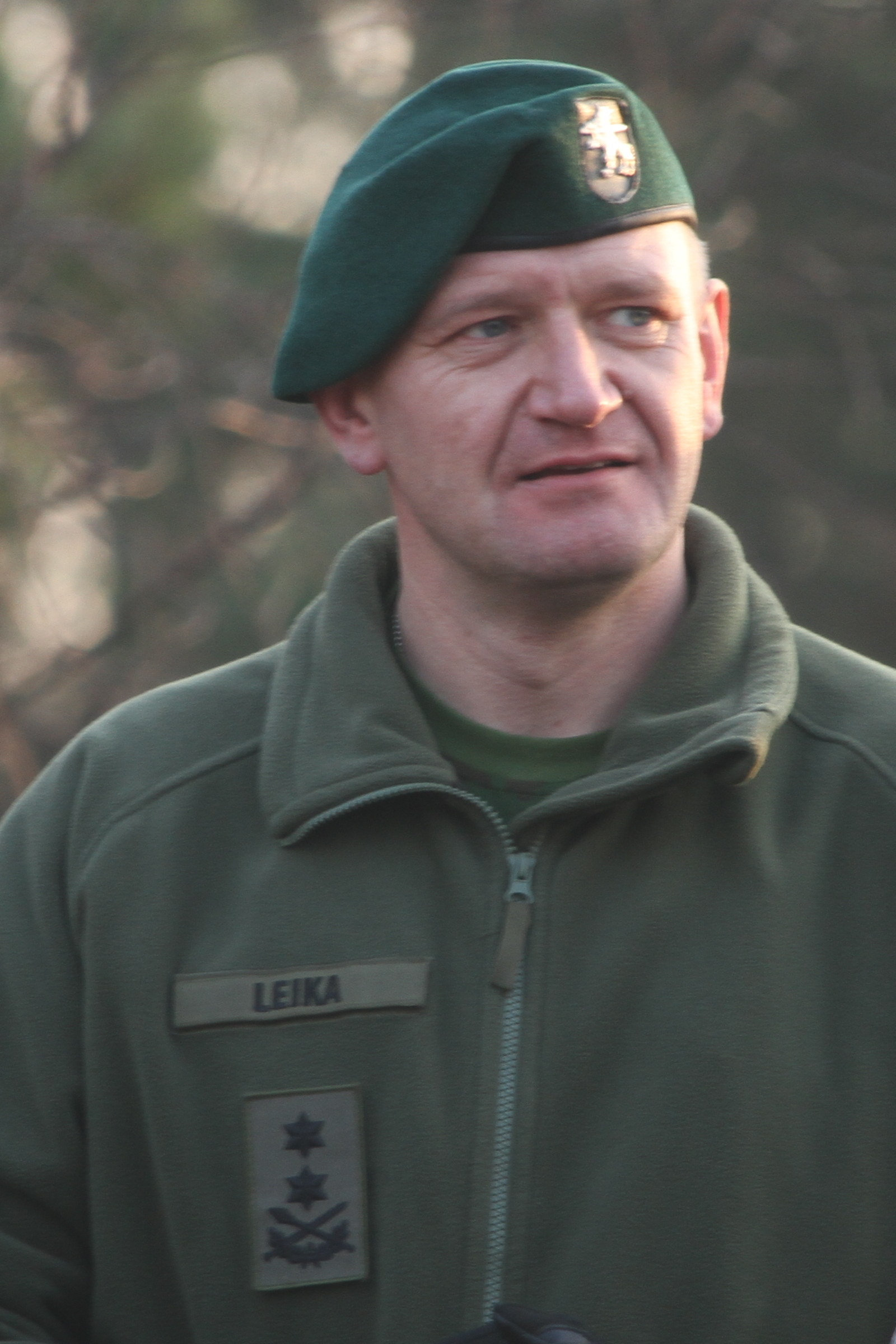
Almantas Leika

Almantas Leika (* 25. November 1968 in Anykščiai) ist ein litauischer Brigadegeneral, der von 2012 bis 2016 Befehlshaber der litauischen Landstreitkräfte und von 2022 bis 2024 Kommandant der General Jonas-Žemaitis-Militärakademie war.

## Leben
Almantas Leika wurde am 25. November 1968 in Anykščiai (damals Teil der Litauischen SSR) geboren. Von 1975 bis 1986 besuchte er die Antanas-Vienuolis-Mittelschule. Anschließend folgte ein Studium am Pädagogischen Institut in Vilnius, das er 1991 mit einem  Master of Arts abschloss.
Leika ist verheiratet und Vater von insgesamt vier Kindern (zwei Töchtern und zwei Söhne).

### Militärische Laufbahn

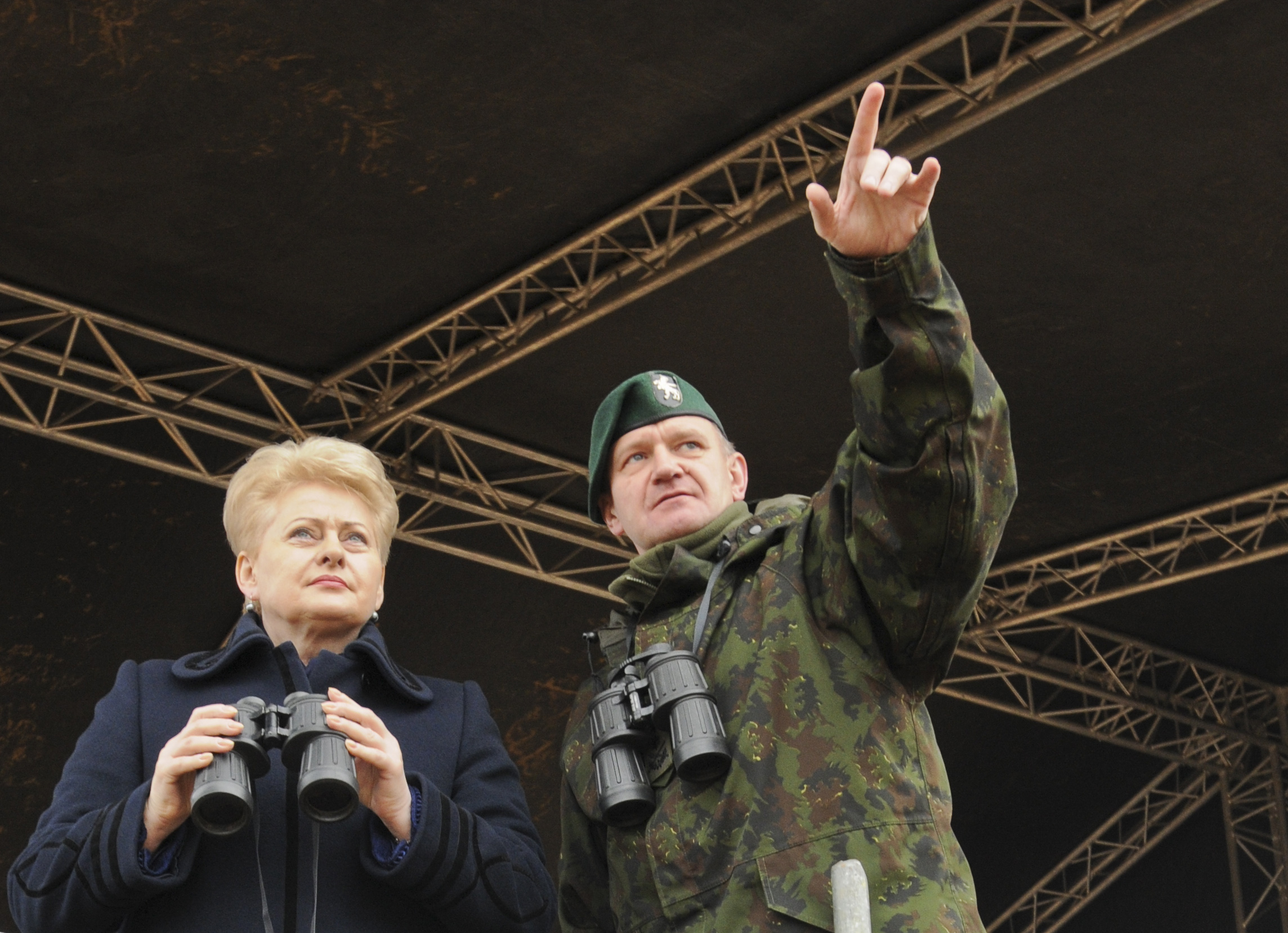
Leika mit Litauens Präsidentin Dalia Grybauskaitė

Im Jahr 1991 schloss sich Almantas Leika den neu entstehenden Streitkräften seines Heimatlandes an. Bis 1995 besuchte er die litauische Militärakademie, an der seine Ausbildung zum Offizier erfolgte. In den nächsten Jahren übernahm er verschiedene Aufgaben bei den Landstreitkräften (neben Einsätzen in Litauen auch zahlreiche im Ausland) und nahm an Aus- und Weiterbildungsmaßnahmen teil, um sich als Führungsoffizier zu qualifizieren. Im Jahr 2001 besuchte er die Baltische Verteidigungsakademie (BALTDEFCOL) und 2006 das United States Army War College. Nach seiner Rückkehr aus den USA wurde er 2007 zum Oberst befördert.
Von 2010 bis 2011 war er als Abteilungsleiter im Verteidigungsministerium Litauens für den Bereich Personal zuständig und wurde am 28. Juli 2011 von Präsidentin Dalia Grybauskaitė zum Brigadegeneral befördert. Im Juli 2012 wurde er, als Nachfolger von Jonas Vytautas Žukas, zum Befehlshaber der Landstreitkräfte und noch im selben Jahr zum diensttuenden Generalmajor ernannt. Im August 2016 wechselte er (wieder als Brigadegeneral) zum NATO Allied Joint Force Command Brunssum in den Niederlanden. Im September 2022 wurde er zum Kommandanten der litauischen Militärakademie ernannt. Auf diesem Posten wurde er im November 2024 von Ričardas Dumbliauskas abgelöst und in der Folge als Generalinspektor im Verteidigungsministerium tätig.

## Auszeichnungen
Almantas Leika wurde u. a. mit folgenden Orden ausgezeichnet:
- Ritter des Ordens des Vytis-Kreuzes (2007)
- Officer der Legion of Merit (2017)
- Medaille des Ordens des Vytis-Kreuzes
- Erinnerungsmedaille des 13. Januar
- Medaille anlässlich des NATO-Beitritts Litauens